# جبل نيكس
جبل نيكس (بالإنجليزية: Nyx Mons )‏ هو أحد جبال كوكب الزهرة.

## الإحداثيات
30°00′N 48°30′E / 30.0°N 48.5°E

يقع في 30.0 درجة على العرض الجغرافي شمالاً وفي 48.5 درجة على الطول الجغرافي شرقاً.

## الأبعاد
القطر أو أطول بعد للتضاريس بالكيلومترات هو 875.0.

## حالة إعتماد الاسم
تم اعتماده من الجمعية العامة للاتحاد الفلكي الدولي (IAU).

## أصل التسمية
على اسم نيكس، إلهة إغريقية في الأساطير الالليل.